# رهاب البراز
رهاب البراز هو الخوف أو النفور من البراز أو التغوط.
عمد البشر، أصبح الموقف من البراز والتغوط من المحرمات الثقافية.
في عالم الحيوان، تتجنب العديد من حيوانات الرعي بما في ذلك الأبقار والأغنام والخيول والرنة البراز عند الرضاعة. تفضل القرود أيضًا الابتعاد عن المناطق الملوثة بالبراز. 
يعتقد أن النفور هو إستراتيجية لتجنب العدوى.